# Aztozás
Aztozás néven szokták emlegetni azt a nyelvhelyességi hibát, amikor hangsúlytalan helyzetben is mutató névmást használunk élettelen dologra való visszautaláskor. – Ez a hiba napjainkban igen elterjedt (különösen a sajtónyelvben), úgyhogy érdemes tisztában lennünk vele.
Tipp: legkönnyebben úgy lehet megkülönböztetni a hangsúlyos helyzetű névmást a hangsúlytalantól, hogy ha az állítmány előtt áll (szakszóval fókusz vagy topik), hangsúlyos, ha pedig csak mögötte kap helyet, hangsúlytalan.
Például:
1. Kiválasztott egy filmet, és elment megnézni azt – helyesen: Ø. (üres!)
2. Kiválasztott néhány filmet, és elment megnézni azokat – helyesen: őket.
3. Jegyet váltott, és megnézte azzal a filmet – helyesen: vele.
4. Vett néhány jegyet, és megnézte azokkal a filmeket – helyesen: velük.

Ez a hiba valószínűleg abból a két nyelvi babonából ered, hogy az ő, ők személyes névmások származékai (tőle, hozzá, benne, róla, rajta, neki, vele, érte stb. és többes számú alakjaik) csak személyekre utalhatnak, másrészt hogy minden esetben szükséges visszautaló szó. – Mindkét elgondolás téves.
Egyfelől: az ő, ők névmások származékaira nemcsak személyek esetén van szükség, hanem olyankor is, ha a névmás hangsúlytalan helyzetben áll, és élettelen dologra utalunk vissza vele (l. a 2–4. példát).
Ez alól egyetlen kivétel van: ha a hangsúlytalan helyzetben álló mutató névmás egyes számú és tárgyragos lenne – ilyenkor teljesen elmarad (l. az 1. példát).
Másfelől, épp az utóbbi eset a példája annak, hogy az egyértelműséghez nem mindig kell bármiféle névmás (hiszen a tárgyas ragozás és a szövegösszefüggés rendszerint amúgy is egyértelműen eligazít).
Az az mutató névmás származékaira (attól, ahhoz, abban, arról, azon, annak, azzal, azért stb. és többes számú alakjaik) tehát csakis akkor van szükség, hogyha hangsúlyos helyzetű a névmás, és élettelen dologra vagy dolgokra utalunk vissza vele:
1. Ajánlottak neki egy filmet, és azt nézte meg először.
2. Ajánlottak neki néhány filmet, és azokat nézte meg először.
3. Elvesztette a jegyét, pedig csak azzal tudott volna bemenni a filmre.
4. Elvesztette a jegyeit, pedig csak azokkal tudott volna bemenni a filmekre.

Hasonlítsuk össze ezeket a fent említett, „veszélyesebb” esetekkel:
1. Ajánlottak neki egy filmet, és meg is nézte Ø. (nem azt)
2. Ajánlottak neki néhány filmet, és meg is nézte őket. (nem azokat)
3. Elvesztette a jegyét, és nem tudott bemenni vele a filmre. (nem azzal)
4. Elvesztette a jegyeit, és nem tudott bemenni velük a filmekre. (nem azokkal)

Mint látható, a fenti esetekben hangsúlytalan a névmás, ezért vagy személyes névmásként jelenik meg, vagy egészen elmarad.
(A személyekre való visszautalás nem szokott problémát okozni. Használata egyébként megegyezik a fentivel, kivéve, hogy a mutató névmás helyett is többnyire személyes névmást találunk: „Ajánlottak neki egy embert, és őt kereste meg először.” Ahol fent elmarad a névmás, ott személyeknél is elmarad: „Ajánlottak neki egy embert, és meg is kereste Ø.”)

## Megjegyzés
- A fenti leírás a legtöbb esetben segít meghatározni a szövegbe illő formát, de a különféle árnyalatok kifejezésére ezektől eltérő alakokra is találunk példákat a szépirodalomban, népköltészetben, amelyek hátterében itt nem említett tényezők húzódnak meg – ezekről lásd alább Szepesy Gyula tanulmányát.
- Az aztozással analóg az „őközés”, amikor a beszélő azt a nyelvi babonát terjeszti, hogy személyekre nem lehet az azok vonatkozó névmást használni. Például:

1. Akik nem rendelkeznek érvényes jeggyel, ők nem nézhetik meg a filmet. (helyesen azok)